# Sámuel Kálnoky

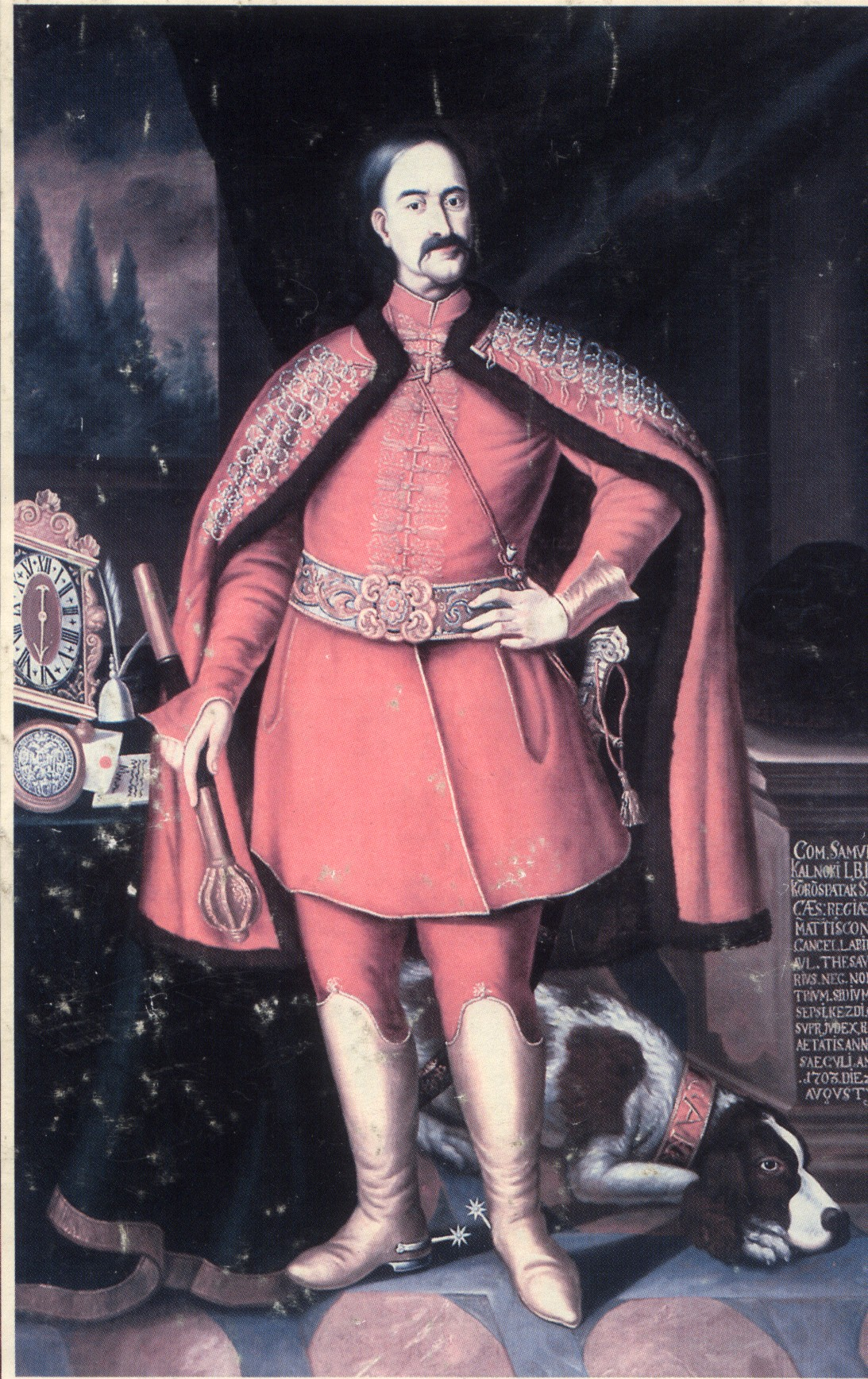
Sámuel Kálnoky

Sámuel Graf Kálnoky Baron von Köröspatak (ungarisch: köröspataki gróf Kálnoky) (* 1640; † 1706) war ein Mitglied der Familie Kálnoky und diente dem Erzherzogtum Österreich als Kanzler in Siebenbürgen.
Er erhielt den Titel eines Grafen durch die Habsburger Monarchie (voller Titel im Jahre 1697: Graf Kálnoky Baron von Köröspatak). Er gehörte der Gruppe der Szekler an.